# Sveriges Radio
Sveriges Radio (SR) è l'azienda radiofonica pubblica svedese. Il sistema pubblico di radiodiffusione svedese si rifà sotto molti aspetti a quello britannico e, come Sveriges Television, condivide molte caratteristiche con il suo omologo britannico, la BBC. Fa parte dell'Unione europea di radiodiffusione.
Appartiene al gruppo SVT Sveriges Television och Radio Grupp AB.
Sveriges Radio è una società per azioni, di proprietà di una fondazione indipendente, e finanziata attraverso un canone stabilito dal Riksdag, il Parlamento svedese. Non trasmette pubblicità.
Il soggetto giuridico di SR può essere definito come organizzazione non governativa semiautonoma.

## Storia
La società è stata fondata il 21 marzo 1924 come AB Radiotjänst (Radio Service), ed ha eseguito la sua prima trasmissione pubblica il 1 ° gennaio 1925. È stata rinominata in Sveriges Radio nel 1957. Sveriges Radio in origine era responsabile di tutte le trasmissioni in Svezia, radio e televisione , e ha ospitato l'Eurovision Song Contest 1975. Una prima riorganizzazione, nel 1979 ha visto SR diventare la società madre di quattro società controllate:
- Sveriges Riksradio (RR), radio nazionale della Svezia;
- Sveriges Lokalradio (LRAB), radio locale della Svezia (regioni e contee);
- Sveriges Utbildningsradio (UR), struttura educational radio; e
- Sveriges Television (SVT), televisione nazionale della Svezia

Questa struttura è stata sciolta nel 1993 con le società di radio nazionali e locali che si fondono sotto il nome della vecchia casa madre: Sveriges Radio AB. Da qui diviene il nome del gruppo "unico" SVT Sveriges Television och Radio Grupp AB.

## Canali radiofonici

### Nazionali
Sono quattro i canali radiofonici disponibili a livello nazionale in FM e via Internet:
- SR P1: "il canale parla" (slogan ufficiale del canale) - per attualità, scienza, cultura, eccetera.
- SR P2: musica classica, folk, jazz e world music; il canale porta anche un po' 'di programmazione in lingua minoritaria.
- SR P3: musica popolare e commedia rivolta ad un pubblico più giovane.
- SR P4: musica popolare, spettacolo e dello sport, soprattutto rivolti a un pubblico più adulto; la rete è costituita da 25 stazioni locali, ciascuno dei quali porta un mix di programmazione locale e nazionale.

### Locali
Sono inoltre presenti ulteriori venticinque canali radiofonici locali, affiliati a Sveriges Radio P4.
Le 25 stazioni locali di SR P4 sono le seguenti:
- SR Blekinge
- SR Dalarna
- SR Gotland
- SR Gävleborg
- SR Göteborg
- SR Halland
- SR Jämtland
- SR Jönköping
- SR Kalmar
- SR Kristianstad
- SR Kronoberg
- SR Malmö
- SR Norrbotten
- SR Sjuhärad
- SR Skaraborg
- SR Stockholm
- SR Sörmland
- SR Uppland
- SR Värmland
- SR Väst
- SR Västerbotten
- SR Västernorrland
- SR Västmanland
- SR Örebro
- SR Östergötland

### Altri canali
Sveriges Radio offre anche una serie di altri canali radio attraverso lo standard digitale DAB e via internet.
- SR International - radio internazionale (web e satellite)
- SR P7 Sisuradio, in finlandese (DAB, web e via cavo)
- Radioapans knattekanal, canale per bambini (web)
- SR c, arte e cultura (web)
- SR P2 Världen, musica world (DAB e via web)
- SR Klassiskt, musica classica (DAB e via web)
- SR Minnen, archivio radiofonico (DAB e via web)
- SR P3 Star, canale per ragazzi) (DAB e via web)
- SR Sápmi, in lingua sami (web)
- Alltid nyheter, notizie 24 ore su 24 (web)

## SR International
SR International è il canale radiofonico internazionale della Sveriges Radio e offre una programmazione in arabo, inglese, tedesco, curdo, persiano, romaní, russo e somalo. Tutti gli 8 canali sono trasmessi via web.
SR International non è responsabile per la programmazione nelle lingue minoritarie nazionali, finlandese e sami, che possiedono i loro canali dedicati.
Il 16 marzo 2010 la SR ha annunciato la fine delle trasmissioni su onde corte e onde medie a partire dal 31 ottobre 2010 dei programmi di servizio. External continua solo su internet.